# 實松尊徳
實松 尊徳（さねまつ たかのり、1966年（昭和41年）11月30日 - ）は、日本の政治家、元地方公務員。佐賀県神埼市長（1期）。

## 経歴
佐賀県千代田町（現・神埼市）出身。佐賀県立神埼高等学校、久留米大学を卒業。
1991年佐賀県庁に入庁。さが創生推進課長、人事課長、秘書課長、政策部副部長、文化・観光局長、健康福祉部長などを務める。
2024年3月28日に県庁を退職し、翌29日に前市長の内川修治が同市のふるさと納税PR強化事業を巡る官製談合事件で辞職したことに伴う神埼市長選挙（4月21日告示、4月28日投開票）への立候補を表明した。
選挙戦は、医師の細川博司との一騎打ちとなり地元選出の国会議員や周辺市町村長らの支援を受け大差で初当選したが投票率は、前回を大幅に下回った。
※当日有権者数：25,178人 最終投票率：45.15%（前回比：21.06pts）
| 候補者名 | 年齢 | 所属党派 | 新旧別 | 得票数  | 得票率 | 推薦・支持 |
| -------- | ---- | -------- | ------ | ------- | ------ | ---------- |
| 實松尊徳 | 57   | 無所属   | 新     | 9,962票 | 89.13% |            |
| 細川博司 | 64   | 無所属   | 新     | 1,215票 | 10.87% |            |

当選後のインタビューでは、「今回の事案がどういうものだったのかしっかり検証して市民の方々に示した上で再発防止策をとっていきたいと考えている」と話しており新たなチェック体制を設けるなど姿勢の”見える化”を進めたいとしている。